# Modulationsraum
In einem Modulationsraum wird die „Größe“ einer Funktion anhand ihres Spektrogramms bestimmt. Anschaulich wird das Spektrogramm in gleich große Abschnitte unterteilt, deren Größe wiederum anhand deren Spektrogramme bestimmt wird; bei einer ähnlichen Beschreibung der Besov-Räume ist die Größe dieser Abschnitte exponentiell anwachsend. Bei Modulationsräumen handelt sich um eine Familie von  Banachräumen, in denen eine Funktion mittels ihrer Kurzzeit-Fourier-Transformation mit einer Testfunktion in einem Schwartz-Raum gemessen wird. Ursprünglich von Hans Georg Feichtinger untersucht, erwiesen sich diese Räume als nützlicher Rahmen für die Zeit-Frequenz-Analyse.

## Definition
Für {\displaystyle 1\leq p,q\leq \infty }, eine nicht-negative Funktion {\displaystyle m(x,\omega )} auf {\displaystyle \mathbb {R} ^{2d}} und eine Testfunktion {\displaystyle g\in {\mathcal {S}}(\mathbb {R} ^{d})} ist der Modulationsraum {\displaystyle M_{m}^{p,q}(\mathbb {R} ^{d})} durch 
{\displaystyle M_{m}^{p,q}(\mathbb {R} ^{d})=\left\{f\in {\mathcal {S}}'(\mathbb {R} ^{d})\ :\ \left(\int _{\mathbb {R} ^{d}}\left(\int _{\mathbb {R} ^{d}}|V_{g}f(x,\omega )|^{p}m(x,\omega )^{p}dx\right)^{q/p}d\omega \right)^{1/q}<\infty \right\}.}
definiert.
Dabei bedeutet {\displaystyle V_{g}f} die Kurzzeit-Fourier-Transformation von {\displaystyle f} in Hinblick auf {\displaystyle g} bei {\displaystyle (x,\omega )} ausgewertet. Das heißt, {\displaystyle f\in M_{m}^{p,q}(\mathbb {R} ^{d})} ist äquivalent zu {\displaystyle V_{g}f\in L_{m}^{p,q}(\mathbb {R} ^{2d})}. Der Raum {\displaystyle M_{m}^{p,q}(\mathbb {R} ^{d})} hängt nicht von {\displaystyle g\in {\mathcal {S}}(\mathbb {R} ^{d})} ab. Die kanonische Wahl für die Testfunktion ist die Gauß-Funktion.

## Feichtinger-Algebra
Der Modulationsraum mit {\displaystyle p=q=1} und {\displaystyle m(x,\omega )=1}, also {\displaystyle M_{m}^{1,1}(\mathbb {R} ^{d})=M^{1}(\mathbb {R} ^{d})} wird auch als Feichtinger-Algebra bezeichnet und wurde von Feichtinger ursprünglich {\displaystyle S_{0}} genannt, weil es sich um die kleinste Segal-Algebra handelt, die unter Zeit-Frequenzverschiebungen, also kombinierten Translations- und Modulationsoperatoren invariant  ist. {\displaystyle M^{1}(\mathbb {R} ^{d})} ist ein in {\displaystyle L^{1}(\mathbb {R} ^{d})\cap C_{0}(\mathbb {R} ^{d})} eingebetteter Banachraum und unter der Fouriertransformation invariant. Aus diesem und anderen Gründen ist {\displaystyle M^{1}(\mathbb {R} ^{d})} ein naheliegender Raum für Testfunktionen in der Zeit-Frequenz-Analyse.